# Halina Olech
Halina Olech (ur. 1922 w Grodnie, zm. w lipcu 1994 we Wrocławiu) – polska artystka, ceramiczka, organizatorka życia uczelni i wykładowczyni w Akademii Sztuk Pięknych im. Eugeniusza Gepperta we Wrocławiu. Jedna z pionierek powojennej ceramiki artystycznej w Polsce.
Dokumentatorka i autorka wspomnień o wrocławskim środowisku artystycznym.

## Wykształcenie
Jedna z pierwszych absolwentek Akademii Sztuk Pięknych im. Eugeniusza Gepperta we Wrocławiu (wówczas: Państwowa Wyższa Szkoła Sztuk Plastycznych we Wrocławiu), z którą związana była od 1949 r. Dyplom w zakresie projektowania ceramiki artystycznej uzyskała w 1952 r.

## Praca zawodowa
W latach 1950–1994 pedagog w Akademii Sztuk Pięknych im. Eugeniusza Gepperta we Wrocławiu. Wraz z Rufinem Kominkiem i Krystyną Cybińską znalazła się w gronie pierwszych asystentów prof. Julii Kotarbińskiej, w utworzonej przez nią w 1951 r. Pracowni Projektowania Ceramiki. Jak wspomina K. Cybińska, „adiunkt Halina Olech była tą osobą, która wybierała szkliwo, szkliwiła [...] prace i wypalała je. Chodziło o to, żeby rezultat był jak najlepszy, bo przecież pracownie rywalizowały ze sobą na wyniki”. Od 1954 r. asystenturę u prof. Kotarbińskiej przejęła K. Cybińska, a Halina Olech przeszła na pełny etat do pracowni prof. Rudolfa Krzywca. W latach 1962–1963 prowadziła samodzielnie Pracownię Projektowania Ceramiki Dekoracyjnej i Przemysłowej oraz awansowała na stanowisko adiunkta.
Stosunkowo szybko, bo już w roku 1965 uzyskała stopień naukowy docenta i została prodziekanem Wydziału Ceramiki i Szkła (1965-1968) oraz Kierowniczką Katedry Ceramiki. W związku ze zmianami administracyjnymi w uczelni w roku 1968 została kierowniczką Studium Ceramiki i Szkła na nowo utworzonym Wydziale Malarstwa, Grafiki i Rzeźby. Funkcję tę pełniła w latach 1968-1972 oraz 1975-1978. Natomiast Katedrą Ceramiki kierowała w latach 1966-1981. W latach 1985–1988 kierowała Katedrą Ogólnoplastyczną.
Ceniona za nacisk na budowanie na uczelni atmosfery życzliwości i współpracy w ramach wszystkich działających równolegle pracowni ceramicznych oraz za ofiarność i bezinteresowną pomoc. Była zaangażowana w sprawy administracyjne uczelni – po zmianach z 1968 r. walczyła o ponowne utworzenie Wydziału Ceramiki i Szkła. Zajmowały ją też problemy techniczne: projektowała piece do wypału ceramiki, w tym – wraz z Kazimierzem Lamorskim, elektrykiem – skonstruowała w 1985 r. piec elektryczny.
Jej asystentką była od 1975 r. Lidia Kupczyńska-Jankowiak. W 1993 r. przeszła na emeryturę.
Członkini Związku Polskich Artystów Plastyków.

## Twórczość

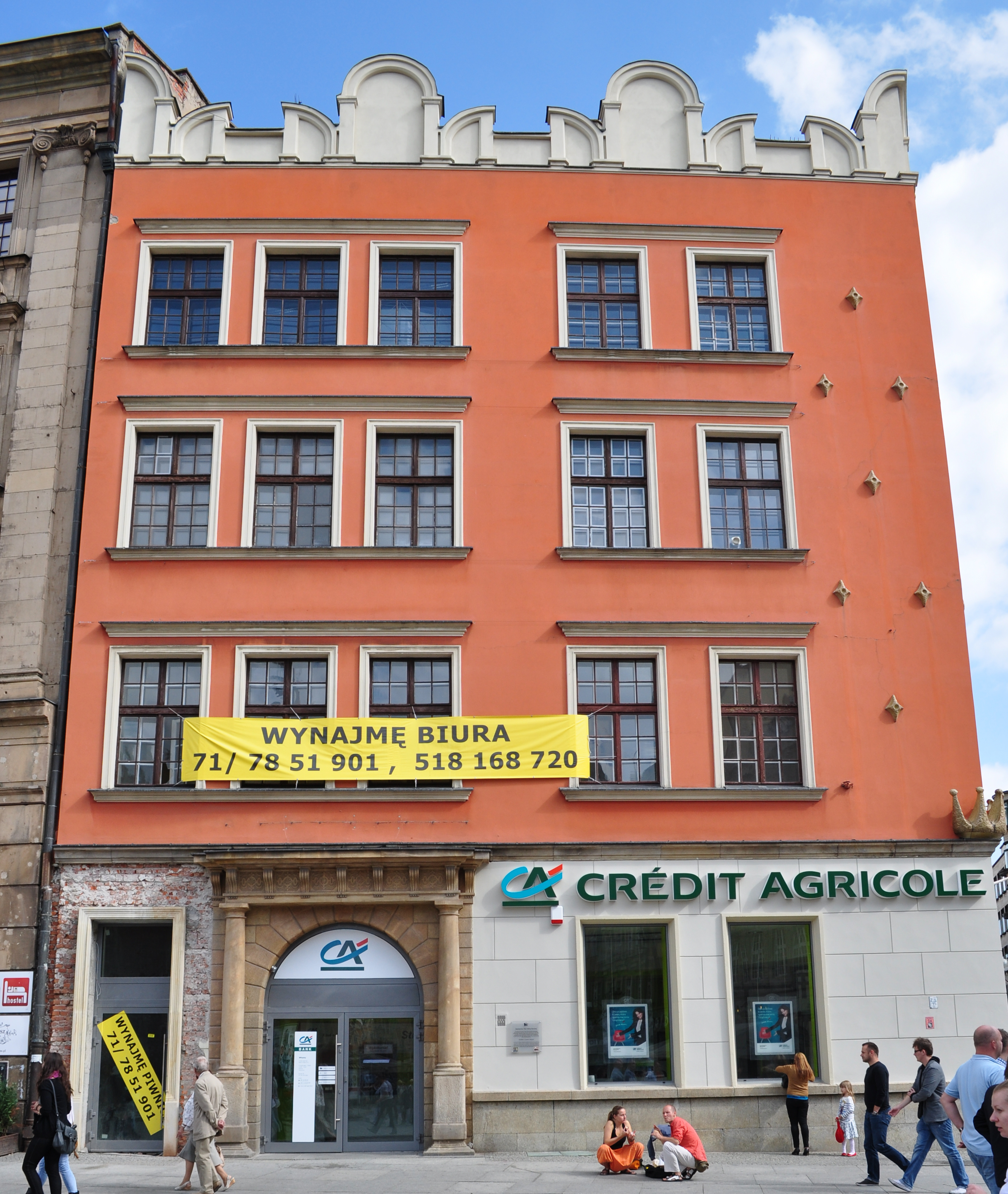
Kamienica Pod Złotą Koroną we Wrocławiu przy ul. Oławskiej 2. Projekt dekoracji ceramicznej: Irena Lipska-Zworska, wykonanie: Krystyna Cybińska, Irena Lipska-Zworska, Rufin Kominek, Halina Olech

Tak jak inni wychowankowie prof. J. Kotarbińskiej i R. Krzywca – K. Cybińska, R. Kominek i Irena Lipska – realizowała początkowo prace oszczędne w wyrazie, skoncentrowane na warsztacie i klasycznej formie naczynia. W latach 50. przynależała więc do wyraźnej formacji, określanej przez badaczkę „wrocławską szkołą ceramiki”. Wraz z K. Cybińską, R. Kominkiem i I. Lipską wykonała w 1963 r. dekorację ceramiczną Kamienicy Pod Złotą Koroną we Wrocławiu, wg projektu Lipskiej.
Od lat 60. poszukiwała własnych środków wyrazu, coraz chętniej eksperymentując z formą rzeźbiarską, na co wpłynęła możliwość konfrontacji własnej twórczości z pracami artystów z całego świata podczas Międzynarodowej Wystawy Ceramiki w Pradze w 1962 r., gdzie jej realizacje nagrodzone zostały złotym medalem, obok takich artystów, jak R. Krzywiec, R. Kominek, Mieczysław Zdanowicz, Helena Grześkiewicz, Lech Grześkiewicz, Marta Podolska-Koch (srebrem wyróżniono K. Cybińską). Jej prace ujawniały „biomorficzne i organiczne” inspiracje.
„Jej grubościenne naczynia, formowane z wolnej ręki, pokrywa szkliwo o intensywnej barwie, które kontrastuje z porowatą fakturą szamotu. Świadoma archaizacja tych masywnych form jest zaprzeczeniem klasycznego piękna ceramiki naczyniowej z lat 60. Jej późniejsze prace cechuje duży dynamizm znakomicie oddający wrażenie ruchu” – charakteryzuje badaczka.
Wieloletnia uczestniczka Międzynarodowych Plenerów Ceramiczno-Rzeźbiarskich w Bolesławcu.
Została pochowana na Cmentarzu Świętej Rodziny we Wrocławiu.

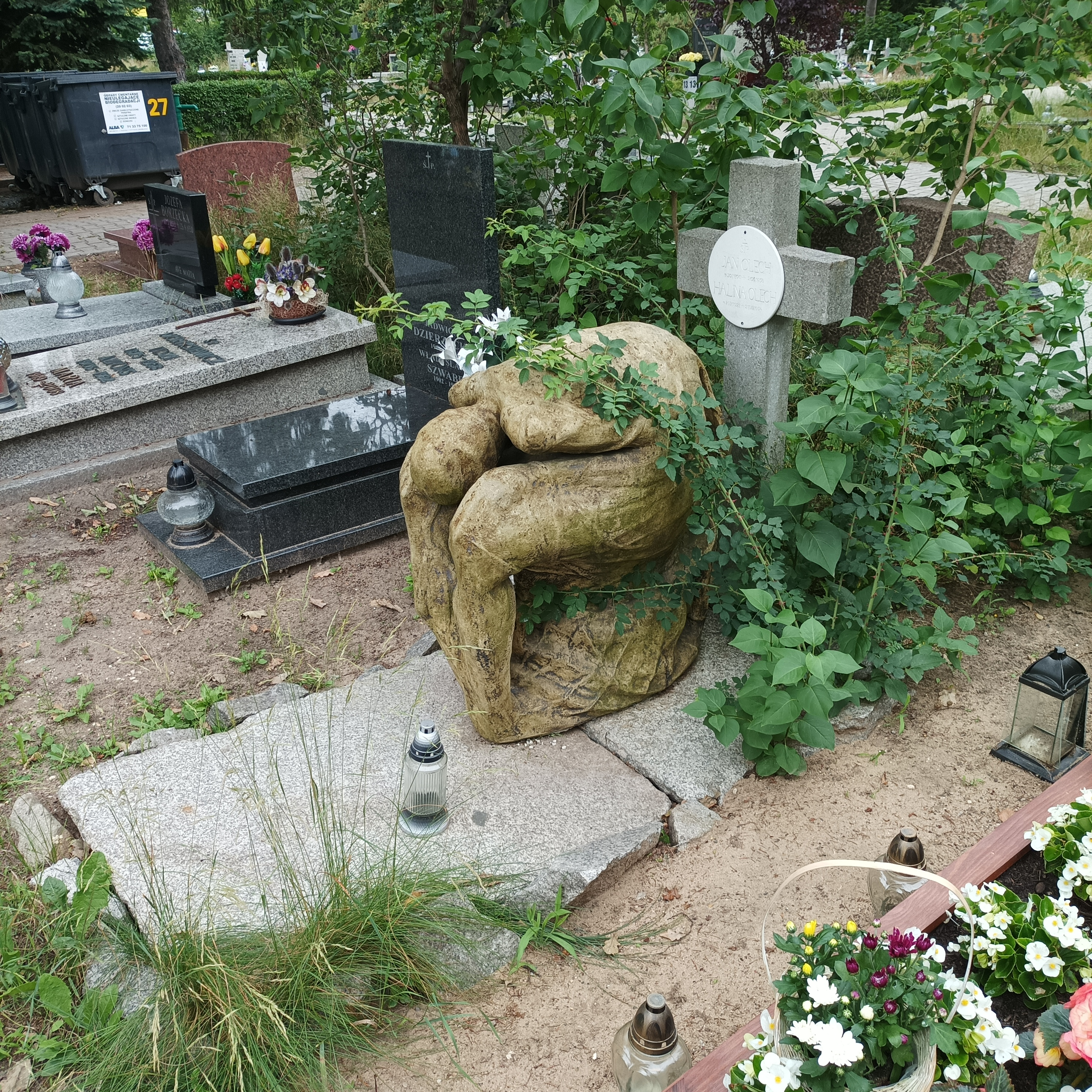
Grób Haliny Olech na Cmentarzu Świętej Rodziny we Wrocławiu

## Wybrane prace
- seria pamiątek związanych z Wrocławiem dla Towarzystwa Miłośników Wrocławia, 1958-1960 (wraz z R. Kominkiem)[25]
- Rytmy, rzeźba ceramiczna, 1973
- Zestaw form dekoracyjnych, 1979

## Wybrane wystawy indywidualne
- 1967 – BWA Wrocław
- 1977 – Muzeum Narodowe we Wrocławiu

## Wybrane wystawy zbiorowe
- 1954 – Ogólnopolska Wystawa Ceramiki i Szkła Artystycznego, Wrocław
- 1962 – Międzynarodowa Wystawa Ceramiki, Akademie International Ceramic, Praga
- 1964 – Ogólnopolska Wystawa Tkaniny, Ceramiki i Szkła, Warszawa
- 1965 – Genewa
- 1967 – Stambuł
- 1968 – Międzynarodowe Biennale Ceramiki Artystycznej, Vallauris
- 1970, 1973, 1976 – wystawa „Tworzywo Ceramiczne w Sztuce Współczesnej”, Sopot
- 1975, 1977 – Międzynarodowy Konkurs Ceramiki Artystycznej, Faenza
- 1979 – Wystawa Ceramiki Polskiej, Wałbrzych – Książ
- 2006 – Wieżowce Wrocławia. Wystawa dorobku twórczego PWSSP – ASP 1946-2006, Muzeum Narodowe we Wrocławiu
- 2011 – Po setce, Muzeum Narodowe we Wrocławiu[26]

## Prace w kolekcjach
- Muzeum Narodowe we Wrocławiu

## Nagrody
Złoty medal na Międzynarodowej Wystawie Ceramiki w Akademie International Ceramic w Pradze w 1962 r. Nagroda Ministra Kultury i Sztuki w 1965, 1970, 1979 i 1986 r. Wyróżnienie na Wystawie Ceramiki Polskiej w Książu w 1979 r.

## Publikacje
- Halina Olech, Pierwsze lata ceramiki – pierwsi pedagodzy, [w:] Szkice z pamięci. Monografia uczelni, ASP Wrocław, Wrocław 1996.
- Kalendarium 1946-2018. Z notatek: doc. Haliny Olech i prof. Ireny Lipskiej-Zworskiej, oprac. J. Drzewiecki, [w:] CiSz. 70 lat obecności Ceramiki i Szkła na wrocławskiej Akademii Sztuk Pięknych. Historia, red. K. Pawlak, Wrocław 2018, https://issuu.com/maciejkasperski/docs/mono, s. 166-227.